# April Flowers

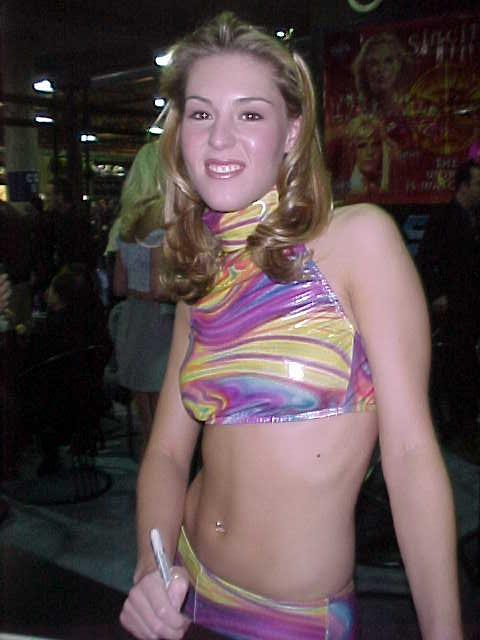
April Flowers bei der AVN Adult Entertainment Expo 2000

April Flowers (* 28. März 1978 in Wasilla, Alaska) auch bekannt als April und April Summers ist eine ehemalige US-amerikanische Pornodarstellerin.

## Biographie
April begann ihre Karriere als Exotictänzerin, als sie während eines Konzerts an einem Wettbewerb in einem Club in Anchorage, Alaska, teilnahm. Sie behauptete, dass sie als Tänzerin in einer Nacht mehr verdiente als in einem regulären Job in drei Wochen. April kam mit der Pornobranche in Verbindung, als sie Ende der 1990er Jahre in Las Vegas tanzte, wo sie von einem „Talent Scout“ entdeckt wurde. Im Anschluss zog sie für ihren ersten Filmdreh nach Los Angeles.
Neben ihrer Arbeit als Darstellerin in Pornofilmen, die ihr mehrere Nominierungen für den AVN Award einbrachten, spielte sie auch in mehreren Softcore-Filmen, teilweise unter dem Pseudonym Diana Espen (auch Espin). Daneben spielte sie auch kleinere Nebenrollen in Slasher-, Horror- und Actionfilmen, darunter The Mummy's Kiss (u. a. mit Arthur Roberts und Richard Lynch), Cheerleader Massacre von Jim Wynorski und  Extreme Rage mit Vin Diesel, wo sie eine kleine Nebenrolle als Stripperin hatte.
Im Jahre 2004, nachdem sie ihre Karriere in der Pornobranche beendet hatte, zog sie nach Florida, wo sie am 16. Dezember 2005 eine Tochter zur Welt brachte. Seit Januar 2007 tanzt sie in örtlichen Clubs an Wochenenden.

## Nominierungen
- 2001 AVN-Award-Nominierung – Best Tease Performance
- 2001 AVN-Award-Nominierung – Best Group Sex Scene (Film) – Facade
- 2002 AVN-Award-Nominierung – Best Supporting Actress (Film) – Bad Wives 2
- 2002 AVN-Award-Nominierung – Best All-Girl Sex Scene (Film) – Bad Wives 2
- 2003 AVN Award Nominierung – Female Performer of the Year
- 2003 AVN-Award-Nominierung – Best Supporting Actress (Video) – Something So Right
- 2003 AVN-Award-Nominierung – Best All-Girl Sex Scene (Video) – Breathless
- 2003 AVN-Award-Nominierung – Best Group Sex Scene (Film) – Paradise Lost
- 2003 AVN-Award-Nominierung – Best Group Sex Scene (Video) – Heroin
- 2004 AVN-Award-Nominierung – Best Non-Sex Performance – Unfinished